# The Secret Garden (film fra 1919)
The Secret Garden er en amerikansk stumfilm fra 1919 af G. Butler Clonebough.

## Medvirkende
- Lila Lee som Mary Lennox
- Spottiswoode Aitken som Archibald Craven
- Clarence Geldert som Warren Craven
- Richard Rosson som Colin Craven
- Fay Holderness som Medlock